# Martin Koscelník
Martin Koscelník, né le 2 mars 1995 à Vranov nad Topľou en Slovaquie, est un footballeur slovaque qui joue au poste d'arrière droit au 1. FC Slovácko.

## Biographie

### En club
Martin Koscelník est formé au sein du 1. HFC Humenné puis du MFK Zemplín Michalovce.
Il commence sa carrière professionnelle avec le Zemplín Michalovce en 2015, en première division slovaque.
Le 19 août 2017, il se met en évidence en étant l'auteur d'un doublé en Super Liga sur la pelouse de l'AS Trenčín, permettant à son équipe de l'emporter 1-2 à l'extérieur. Il marque un total de six buts en championnat cette saison-là.
Depuis 2018, il représente le Slovan Liberec en première division tchèque.
En 2020, il participe à la phase de groupe de la Ligue Europa avec cette équipe (six matchs joués).

### En équipe nationale
International slovaque, il reçoit sa première sélection en équipe de Slovaquie lors d'un match de Ligue des nations contre Israël le 7 septembre 2020,.
Il participe ensuite à l'Euro 2020. Lors de ce tournoi, il joue deux matchs de phase de poule. L'équipe slovaque est éliminée dès le premier tour de la compétition, avec un bilan d'une seule victoire et deux défaites.

## Palmarès
Slovan Liberec
- Coupe de Tchéquie :
  - Finaliste : 2019-20.